# 煙青飛鼠
煙青飛鼠（學名：Pteromyscus pulverulentus，英語名：Smoky Flying Squirrel）是一種飛鼠，為煙青飛鼠屬（Pteromyscus）內唯一物種。可見於汶萊、印尼、馬來西亞與泰國等地。因喪失棲地而備受威脅。